# Річард Гікок
Річард Юджин «Дік» Гікок (англ. Richard Eugene "Dick" Hickock, 6 червня 1931 — 14 квітня 1965) — американський серійний убивця, засуджений до смертної кари за вбивство сім'ї з чотирьох осіб вчинене з спільником Перрі Смітом в 1959 році. Став відомим завдяки спілкуванню з Труменом Капоте, результатом чого стала книга останнього «З холодним серцем».

## Життєпис
Річард Юджин Гікок народився в Канзас-Сіті, штат Канзас, в селянській родині у Уолтера-старшого Юніс Гікок. Він добре вчився, захоплювався спортом і в Старшій Школі Олате був одним з найпопулярніших учнів, але в 1950 році потрапив в автомобільну аварію, в результаті чого став інвалідом, отримавши травму голови, яка привела до невеликої кривизни його особи і асиметрії очей. Він хотів вступити до коледжу, але у його батьків не було грошей, і він пішов працювати слюсарем. Він одружився, але незабаром почав зраджувати своїй дружині і зрада розкрилася тоді, коли завагітніла його коханка. Тоді він розлучився з дружиною і одружився з коханкою, після чого у них народилося ще двоє дітей, а потім з нею він теж розлучився. Незабаром він став здійснювати дрібні злочини, на зразок шахрайства або підробці чеків, і в підсумку потрапив до в'язниці, де зустрів Перрі Сміта, з яким обговорив план пограбування багатої сім'ї Клаттерів з Холкомба в штаті Канзас.

### Вбивства
Згідно Гікоку, ідея пограбувати Клаттерів у них зі Смітом з'явилася після того, як сусід по камері Гікока Флойд Уеллс, який свого часу наймитував у Клаттерів на фермі, повідомив йому, що в будинку Клаттерів є сейф з 10 тис. доларів. 15 листопада 1959 року вони відразу після півночі увірвалися в будинок, але нічого не знайшли. В результаті, майже нічого не взявши, вони вбили батька сімейства, його дружину, сина і дочку. Трумен Капоте в своїй книзі стверджує, що Гікок подумував зґвалтувати 16-річну Нені Клаттер, але Сміт його зупинив.

### Арешт
30 грудня 1959 року Сміт з Гікок були заарештовані в Лас-Вегасі. Сміт зізнався, що перерізав горло Герберта Клаттера. Хікок зізнався у вбивстві сина Клаттерів. Залишилося спірним: хто ж убив жінок, мати і дочку Клаттерів. В їх вбивстві підозрювали в рівній мірі і Гікока і Сміта. Вироком суду присяжних стала страта.

## Страта
Перрі Сміт і Дік Гікок тричі уникали призначеної дати страти: 25 жовтня 1962 року, 8 серпня 1963 і 18 лютого 1965. У тому 1965 Верховний суд США постановив, що їх життя повинні перерватися між північчю і двома годинами ранку в середу 14 квітня 1965 року. Обидва злочинця були повішені 14 квітня 1965 на задньому дворі в'язниці, де вони містилися. Злочинці збиралися тягнути соломинку, щоб дізнатися, кому йти першим, але Сміт наполіг на алфовітном порядку. Так і вирішили. На прощальну трапезу обидва не змовляючись замовили одне і теж: креветки, чипси, часникові грінки, морозиво і суницю з вершками. Сміт до їжі не доторкнувся. Приблизно за годину до страти охоронець сказав Діку: «Це буде найдовша ніч у твоєму житті». У відповідь Гікок розсміявся і відповів: «Ні, найкоротша». Гікок помер першим в 0:41. «Люк відкрився, і Гікок повис на цілих двадцять хвилин, поки тюремний лікар не сказав нарешті: „Я оголошую цю людину мертвою“». На прохання Сміта, Трумен Капоте був присутній на страті.

## У масовій культурі
- Трумен Капоте в своїй книзі «З холодним серцем» описав злочин Гікока і Сміта.
- У фільмі «Холоднокровне вбивство» (1967) персонажа Річарда Гікока зіграв Скотт Вілсон.
- У фільмі «Капоте» (2005) персонажа Річарда Гікока зіграв Марк Пеллегріно.
- У фільмі «Погана слава» (2006) персонажа Річарда Гікока зіграв Лі Пейс.